# Municipio 1 (Mailand)
Der Municipio 1 (etwa: „1. Stadtbezirk“) ist einer der 9 Stadtbezirke der norditalienischen Großstadt Mailand.
Zum Municipio gehört die Altstadt innerhalb der Spanischen Stadtmauern.